# VV Veendam in het seizoen 1966/67
Het seizoen 1966/1967 was het 13e jaar in het bestaan van de Veendamse betaaldvoetbalclub Veendam. De club kwam uit in de Tweede divisie en eindigde daarin op de vijfde plaats. Na wedstrijden tegen HVC en Roda JC werd geen promotie afgedwongen.

## Wedstrijdstatistieken

### Tweede divisie
|       | AGOVV | Baronie | EDO   | Excelsior | Fortuna | Gooiland | Haarlem | Heerenveen | Helmondia '55 | Hermes DVS | Hilversum | HVC   | Limburgia | NOAD  | PEC   | Roda JC | Tubantia | FC VVV | Wageningen | Wilhelmina | ZFC   | Zwolsche Boys |
| ----- | ----- | ------- | ----- | --------- | ------- | -------- | ------- | ---------- | ------------- | ---------- | --------- | ----- | --------- | ----- | ----- | ------- | -------- | ------ | ---------- | ---------- | ----- | ------------- |
| Thuis | 2 – 1 | 3 – 1   | 2 – 0 | 1 – 0     | 1 – 1   | 2 – 0    | 0 – 1   | 5 – 0      | 3 – 1         | 3 – 0      | 1 – 0     | 1 – 0 | 4 – 2     | 1 – 1 | 2 – 2 | 0 – 2   | 2 – 1    | 0 – 0  | 2 – 4      | 1 – 1      | 3 – 2 | 3 – 0         |
| Uit   | 1 – 3 | 4 – 0   | 4 – 0 | 4 – 1     | 3 – 1   | 1 – 1    | 0 – 1   | 0 – 2      | 0 – 0         | 0 – 3      | 1 – 3     | 0 – 2 | 2 – 1     | 0 – 1 | 1 – 1 | 1 – 1   | 0 – 1    | 3 – 2  | 1 – 0      | 1 – 1      | 0 – 2 | 1 – 3         |

### Nacompetitie
| Promotiewedstrijd                                                                           | Veendam                          | 2 – 0 (2 – 0) | Roda JC          |
| 11 juni 1967 Plaats: Veendam De Langeleegte Toeschouwers: 8.500 Scheidsrechter: Piet Roomer | Jetze Pascal 24' Henk Meuken 30' |               |                  |
| Promotiewedstrijd                                                                           | HVC                              | 1 – 1 (1 – 1) | Veendam          |
| 18 juni 1967 Plaats: Amersfoort Birkhoven Toeschouwers: 12.000 Scheidsrechter: Jef Dorpmans | Hans van Empelen 24'             |               | 36' Piet van Dam |

## Statistieken Veendam 1966/1967

### Eindstand Veendam in de Nederlandse Tweede divisie 1966 / 1967
| Stand | Gespeeld | Gewonnen | Gelijk | Verloren | Punten | Doelpunten voor | Doelpunten tegen |
| ----- | -------- | -------- | ------ | -------- | ------ | --------------- | ---------------- |
| 5e    | 44       | 24       | 10     | 10       | 58     | 72              | 48               |

### Topscorers
| #      | Naam             | Goal |
| ------ | ---------------- | ---- |
| 1.     | Rikkert La Crois | 25   |
| 2.     | Hemmo Kerkhof    | 9    |
| 2.     | Jetze Pascal     | 9    |
| 4.     | Piet van Dam     | 7    |
| 5.     | Henk Meuken      | 5    |
| 6.     | Henk Nienhuis    | 4    |
| 6.     | Henk Wollerich   | 4    |
| 8.     | Henk Georg       | 3    |
| 9.     | Bé Kuiper        | 2    |
| 9.     | Bennie Specken   | 2    |
| 11.    | Jan Blijham      | 1    |
| 11.    | Simon Zoetebier  | 1    |
| Totaal | Totaal           | 72   |

| #      | Naam         | Goal |
| ------ | ------------ | ---- |
| 1.     | Piet van Dam | 1    |
| 1.     | Henk Meuken  | 1    |
| 1.     | Jetze Pascal | 1    |
| Totaal | Totaal       | 3    |

## Voetnoten
AGOVV · Baronie · EDO · Excelsior · Fortuna · Gooiland · Haarlem · Heerenveen · Helmondia '55 · Hermes DVS · Hilversum · HVC · Limburgia · NOAD · PEC · Roda JC · Tubantia · Veendam · FC VVV · Wageningen · Wilhelmina · ZFC · Zwolsche Boys